# Episodi di Appunti di un giovane medico (seconda stagione)
La seconda e ultima stagione della serie televisiva Appunti di un giovane medico, composta da 4 episodi, è stata trasmessa nel Regno Unito dal canale Sky Arts dal 21 novembre 2013 al 12 dicembre 2013.
In Italia è stata trasmessa da TIMvision il 18 luglio 2015.
| n. | Titolo originale | Titolo italiano | Prima TV Regno Unito | Prima TV Italia |
| -- | ---------------- | --------------- | -------------------- | --------------- |
| 1  | Episode 2.1      | Prima parte     | 21 novembre 2013     | 18 luglio 2015  |
| 2  | Episode 2.2      | Seconda parte   | 28 novembre 2013     | 18 luglio 2015  |
| 3  | Episode 2.3      | Terza parte     | 5 dicembre 2013      | 18 luglio 2015  |
| 4  | Episode 2.4      | Quarta parte    | 12 dicembre 2013     | 18 luglio 2015  |

## Prima parte
- Titolo originale: Episode 2.1
- Diretto da: Alex Hardcastle
- Scritto da: Mark Chappell, Alan Connor, Shaun Pye e Michail Bulgakov

### Trama
Nel 1935, il dottore è stato guarito dalla sua dipendenza e deve affrontare la vita senza poter più esercitare. I suoi ricordi tornano al 1918, quando lo ritroviamo giovane in una relazione con l'assistente Pelageya, in virtù del fatto che lei potesse procurargli la morfina senza fare domande. Il panico della notizia di un'ispezione lo travolge, ma un manipolo di soldati bolscevichi feriti a morte richiedono l'attenzione del protagonista.

## Seconda parte
- Titolo originale: Episode 2.2
- Diretto da: Alex Hardcastle
- Scritto da: Mark Chappell, Alan Connor, Shaun Pye e Michail Bulgakov

### Trama
Una nobile famiglia in fuga chiede protezione e assistenza medica nell'ospedale. La bella sorella di un membro ferito della Guardia Bianca, Natasha, crea scompiglio nella vita di Vladimir che si innamora di lei e si mette in imbarazzo nel tentativo di dichiararsi, fallendo. La giovane rivela che il suo cuore è già impegnato con un soldato di nome Gregory.

## Terza parte
- Titolo originale: Episode 2.3
- Diretto da: Alex Hardcastle
- Scritto da: Mark Chappell, Alan Connor, Shaun Pye e Michail Bulgakov

### Trama
Pelageya si ammala di tifo, ma il dottore la trascura per Natasha. Un soldato ferito viene ammesso all'ospedale e alle preoccupazioni della nobildonna, Vladimir mente dicendo di aver saputo che Gregory è morto, sperando così di poterla conquistare. Nel mentre la situazione di Pelageya peggiora, fino ad arrivare al decesso, e il rimorso del dottore scava una frattura psicologica in lui.

## Quarta parte
- Titolo originale: Episode 2.4
- Diretto da: Alex Hardcastle
- Scritto da: Mark Chappell, Alan Connor, Shaun Pye e Michail Bulgakov

### Trama
Il dottore ammette di aver mentito a Natasha, ma l'arrivo dei bolscevichi costringe la ragazza a fuggire con la sua famiglia, prendendo un treno merci che trasportava medicinali. Questo, purtroppo, deraglia e la carrozza dov’è la giovane prende fuoco. In un tentativo di eroismo, Vladimir corre per cercare di salvarla, quando delle fiale di morfina attirano la sua attenzione e compie l'ennesimo gesto di egoismo.